# Ulrik Laursen
Ulrik Rosenløv Laursen (født 28. februar 1976 i Odense) er en tidligere professionel dansk fodboldspiller, der typisk spillede i midterforsvaret. 

## Karriere

### OB
Ulrik Laursen er opvokset i Odense, og spillede i sine ungdomsår i den lokale klub OB, hvor han i en alder af kun 17 år fik sin førsteholdsdebut den 20. november 1993 mod Brøndby. Samme år fik han sin debut på det danske U/19-fodboldlandshold, hvor han ligeledes i 1993 blev kåret til årets danske U/19-fodboldspiller. Han spillede for det danske U/21-fodboldslandshold i årene 1996-97. I sine kampe for OB og for landsholdet har Laursen spillet positionen som midterforsvarer. 

### Hibernian
I år 2000 skiftede han fra OB på en fri transfer til klubben Hibernian i den skotske liga, Scottish Premier League, hvor han spillede indtil 2002 og nåede at spille 53 kampe og score 3 mål. 

### Celtic
Herefter skiftede Laursen til en anden klub i den skotske liga, Celtic, hvor han spillede venstre back. Han spillede med for Celtic i UEFA cuppen i 2003, hvor de nåede til finalen, men tabte til portugisiske FC Porto med 3-2. Han forlod klubben i 2005 efter at have spillet 40 ligakampe og flyttede tilbage til Danmark.

### OB (2005-2008)
Efter opholdet i skotsk fodbold vendte han tilbage til barndomsklubben, OB i trøjenummer 3. Han blev senere anfører.

### FC København
Den 31. januar 2008 blev det offentliggjort, at Ulrik Laursen med øjeblikkelig virkning skiftede til ligarivalerne FC København. Overgangssummen er ikke offentliggjort, men de involverede klubber oplyste, at der formentlig var tale om en af de største handler mellem to danske klubber nogensinde. Der er gættet på, at prisen lå på mellem 15 og 20 millioner, men sådanne tal er efterfølgende afvist af såvel F.C. Københavns sportsdirektør Carsten V. Jensen, såvel som af OB's sportsdirektør Kim Brink. Laursen blev som følge af dette skifte utrolig upopulær blandt OBs fans, hvor han blev genstand for meget kritik og forargelse. Dette kulminerede til sidst med, at hans hus blev udsat for hærværk, da der blev malet graffiti på hans bil og hus. Ulrik Laursen valgte stadig at forblive bosiddende i Odense, selvom han skiftede til FCK.
Laursen debuterede for F.C. København i en pokalkamp mod Næstved og opnåede allerede i sin debut at optræde som anfører for holdet. Han gled hurtigt ind på holdet og optrådte som fast mand i store dele af 2008, men var dog plaget af en række mindre skader. I forårssæsonen 2009 blev der imidlertid udtrykt en del kritik af Laursen og hans påståede manglende hurtighed, og i juli 2009 blev det offentliggjort, at Laursen ikke længere skulle optræde som holdets anfører, ligesom han ikke kunne forvente fast spilletid på holdet. Laursen opnåede ikke megen spilletid i efteråret 2009, men efter en række skader og svingende præstationer fra holdets øvrige midterforsvarere opnåede Laursen at kæmpe sig tilbage til en stamplads på holdet i den sidste del af sæsonen.
Den 11. maj 2010 blev det offentliggjort, at Laursen ved udgang af forårssæsonen 2010 indstillede sin karriere.

## Eksterne links
- Ulrik Laursens spillerprofil hos UEFA (engelsk)
- Ulrik Laursens spillerprofil i DBU's Landsholdsdatabase
- Ulrik Laursens profil hos EU-football.info (engelsk)
- Ulrik Laursens spillerprofil på Transfermarkt (engelsk)
- Ulrik Laursens spillerprofil på national-football-teams.com (engelsk)
- Ulrik Laursens spillerprofil på Soccerbase.com (engelsk)
- Ulrik Laursens profil hos FootballDatabase.eu (engelsk)
- Ulrik Laursens spillerprofil på Soccerway (engelsk)
- Spillerstatistik på fck.dk Arkiveret 13. februar 2008 hos  Wayback Machine